# 观测天文学

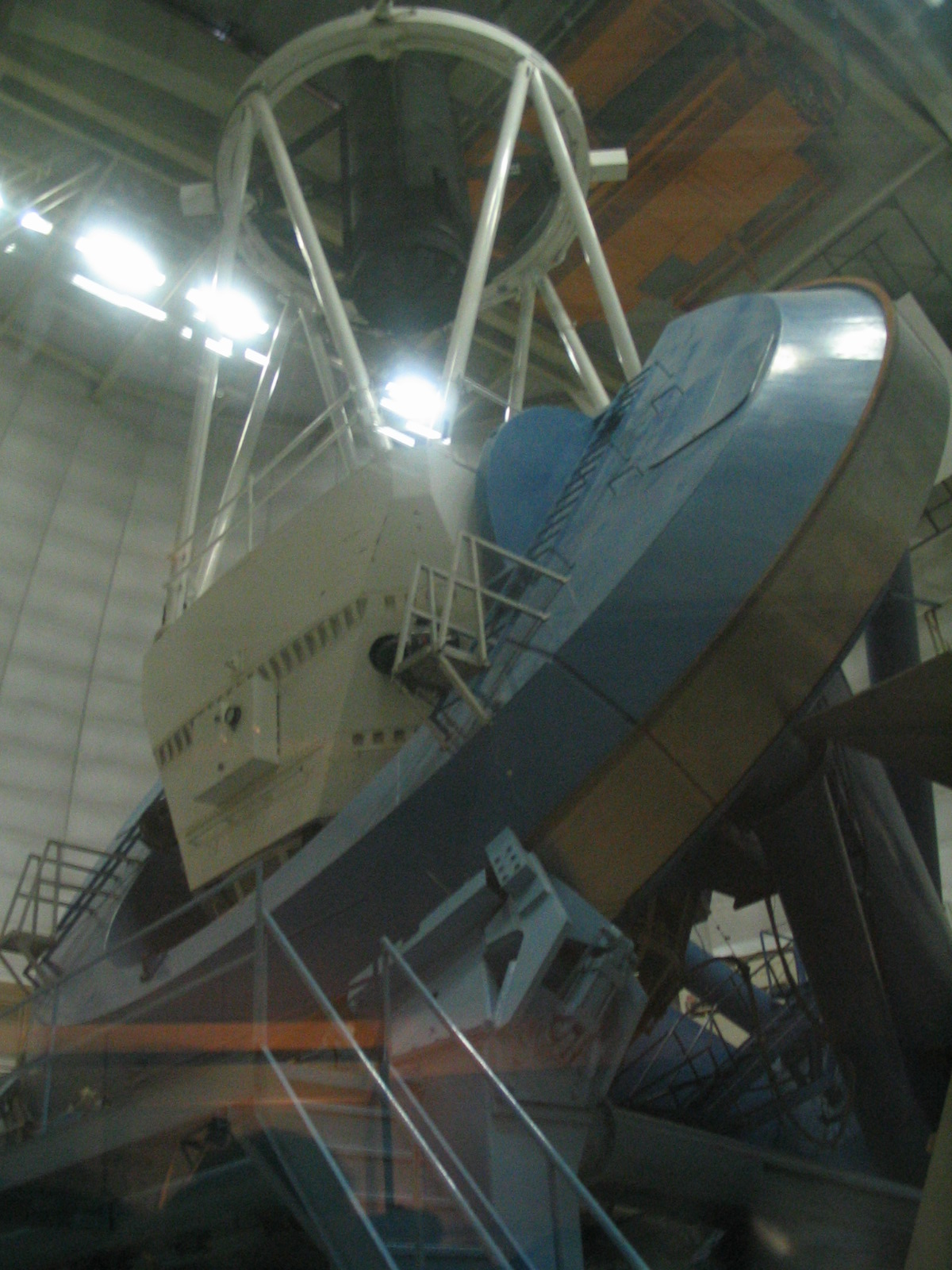
基特峰国立天文台的4米口径梅耶尔望远镜

觀測天文學（英語：Observational astronomy）是天文學的一個分支，常用於取得數據以與天文物理學的理論比對，或以測量所得的物理量解釋模型的涵義。在實務上，通過望遠鏡或其他天文儀器的使用來觀測目標。
做為一門科學，天文學有些困難之處，由於距離的遙遠，要直接驗證宇宙的特性是不可能的。然而，有為數眾多的恆星可以被觀察到，已經能夠讓天文學家獲取一些事實的真相。這些觀測到的資訊所繪製成的各種圖表，與紀錄足以顯示一般的趨向。變星就是很貼切的具體例證，能藉由變星的特性，測量出遙遠天體的距離。這一種類的距離指標，足以測量鄰近的距離，包括附近的星系，進而對其他現象進行測量。

## 肉眼
在17世紀發明望遠鏡前，早期的觀測天文學只能依賴肉眼以及各種用於測量時間和方向的儀器。第谷有系統的觀測行星，他所蒐集的資料讓克卜勒得以建立行星運動的法則。
人類非常關心天空，因而在歷史上留下許多紀錄。古老的巨石陣就是為了觀察太陽的運動來測量時間而建立的，星座是由一些恆星在天空中組成的圖樣，並且與地球上的季節變化連結在一起，也流傳下來許多的神話與傳說。
不使用望遠鏡，單靠眼睛也能做許多不同的觀測，古老的記錄記載了一些突然出現在天空中的亮星，被稱為超新星，甚至在白天也能看見。也記錄了被視為災難預兆的彗星，還有劃過天際的流星。在現代，科學家透過在南極冰原上搜集到的大量隕石，可以研究和測量小行星，甚至火星的表面。

## 望遠鏡
意大利的伽利略是首位使用望遠鏡觀察天空並且記錄下所見到的景象的天文學家，此後望遠鏡大量投入使用輔助肉眼的天文觀測上，觀測天文學因為望遠鏡製作技術的改進而飛躍的發展。
往後由於物理學與光學的急速發展，傳統的觀測天文學又產生了新的分支：各種電磁波頻譜區域的觀測。
- 光學天文學：使用光學元件（面鏡、透鏡和實體探測器）來觀察從近紅外線到近紫外線光的部份，可見光天文學（使用的是眼睛能看見的波長，從400 - 700 nm）就再這一段的中間。
- 紅外天文學：分析和觀察紅外輻射，（比傳統的實體硅檢波器能偵測的波長還要長，約在1μm）。以反射望遠鏡作接收器，但焦點的探測器換成對紅外波長敏感的設備。太空望遠鏡因脫離大氣層，能觀察被大氣層遮蔽或阻擋（來自大氣層的熱輻射）的部分波長。
- 射電天文學：偵測波長在微米至米級的輻射，使用的接收器與無線電廣播類似，但靈敏度更高。參考無線電望遠鏡。
- 高能天文學：包括X射線天文學、伽瑪射線天文學和末端的紫外線天文學，主要的研究對象是中微子和宇宙射線。

可見光和射電天文學可以由地面天文台觀測，因為這些波段能穿透大氣層並被偵測到。天文台通常都建在高處，以盡可能減少大氣層的消光和畸變。有些紅外波段會被大氣層內的水蒸氣強烈吸收，所以許多紅外天文台都選擇建在乾燥的高地上，或在太空中進行觀測。
大氣層也會遮蔽掉X射線天文學、珈瑪射線天文學和紫外線天文學使用的波段（只有少數波段能通過「窗口」）。 遠紅外線天文學必須使用氣球攜帶儀器升空，或在太空中觀測。強力的珈瑪射線能被雲霧室偵測到，因此對宇宙射線的研究也很快的成為天文學的一個分支。

## 光學望遠鏡
在天文觀測漫長的歷史上，幾乎所有的觀測者都使用過光學望遠鏡在可見光的波段內觀測。地球的大氣層在可見光這一段是相當透明的，但許多的望遠鏡仍然要依賴視象的條件(寧靜度和大氣的透明度)，並僅限於在夜間觀測。視象條件取決於空氣的對流湍流和熱擾動，長期多雲或遭受大氣擾動都會影響到觀測成象的解像能力和穩定度。因為大氣有強烈的散射作用，出現在天空的月光加上灰塵也會照亮天空和散射光線，妨礙對暗弱天體的觀測。
由於影響成象質素的絕大程度因為空氣的擾動，脫離大氣層的太空無疑是放置光學望遠鏡的最佳地點。但將望遠鏡放置在軌道中的費用太高，所以退而求其次的地點是擁有晴空和良好的大氣條件，也就是視象良好的高山。在夏威夷群島中的大島上的毛納基峰，和La Palma都具有這些條件。在內陸一點的地點，像智利安地斯高原的大型厘米波與毫米波陣列（Llano de Chajnantor）、帕瑞纳天文台、托洛洛山美洲际天文台與欧洲南方天文台下属的拉希拉天文台，這些觀測地點都吸引了數十億美元的投資，建立了許多擁有大望遠鏡的天文台。
光學天文學很重要的一個條件是需要足夠黑暗的夜空。當城市規模與人類活動的版圖不斷擴張時，晚上的人造燈光（光害）也越來越多。這些人造的燈光照亮夜晚的天空，加上人類活動造成的各種空氣污染引起的灰塵散射燈光的雙重效應，使得背景天空變得灰暗，對光度微弱的天體觀測越加困難，必須要特別的濾光鏡來隔絕背景光的干擾。在有些地區，如美國亞利桑那州、英國和日本與香港，都有民間團體在研究與發起以減少光污染。鼓勵為街燈裝上反射罩，不僅能使照向地面的燈光增加，也使直接射進天空的光量降低。但因與城市的經濟發展相違背，對於推廣意識的淡薄與對科學的不重視之下，尤其在發展中國家，這樣的狀況蠶食一些古老的天文台至不再能作觀測。如北京古觀象台與南京紫金山天文台等。

### 相關表
- 天文台列表
- 射電望遠鏡列表